# Gennagyij Anatoljevics Mojszejev
Gennagyij Anatoljevics Mojszejev, oroszul: Генна́дий Анато́льевич Моисе́ев (Leningrádi terület, 1948. február 3. – 2017. július 23.) világbajnok szovjet-orosz motokrossz-versenyző.

## Pályafutása
1967 és 1979 között versenyzett. 1974-ben, 1977-ben és 1978-ban világbajnok, 1976-ban világbajnoki ezüstérmes lett a 250 cc-es osztályban.

## Sikerei, díjai
- Világbajnokság – 250 cc
  - aranyérmes: 1974, 1977, 1978
  - ezüstérmes: 1976